# NGC 1800
إن جي سي 1800 (بالألمانية: NGC 1800) التي يرمز لها بالرمز NGC 1800، هي مجرة، في كوكبة الحمامة.

## الاكتشاف
اكتشفت في 19 نوفمبر 1835، بواسطة جون هيرشل.